# Hermann Püttmann
Hermann Püttmann (* 12. August 1811 in Elberfeld (heute Stadtteil von Wuppertal); † 24. Dezember 1874 in Richmond, Australien), dessen Vorname oft als Herrmann erscheint, war ein deutscher demokratischer und sozialistischer Publizist, Herausgeber, Journalist und Kunstkritiker des Vormärz, der als Mitbegründer der deutschsprachigen Presse in Australien gilt.

## Leben
Der Sohn eines kleinen Textilunternehmers wurde 1811 in Elberfeld geboren. Nach dem Besuch des städtischen Gymnasiums studierte er 1831/32 Philosophie in Freiburg. Bereits 1834 heiratete er Fanny Maurenbrecher (1812–1893) in Elberfeld. Aus der Ehe sollten bis 1851 zehn Kinder hervorgehen. Zwischen 1837/38 und 1839 arbeitete er als redaktioneller Mitarbeiter der Barmer Zeitung.
Zu diesem Zeitpunkt rechnete man ihn als Mitglied des Kränzchens um Ferdinand Freiligrath. In der Folge erschienen von ihm diverse Bücher zur regionalen Kunstszene des Rheinlandes, wie z. B. zur Düsseldorfer Malerschule, die von der Kritik wie auch seine zahlreichen Rezensionen und Miszellen zu Kunstausstellungen, die er stets unter dem Kürzel P. veröffentlichte, wohlwollend aufgenommen wurden.
Wilhelm Langewiesche, wie Püttmann Mitglied des Freiligrath-Kränzchens, brachte als Herausgeber ein Jahr später Püttmanns zweibändiges Werk über den englischen Dichter Thomas Chatterton heraus. Überhaupt war er in diesen Jahren besonders literarisch erfolgreich: Folgte er thematisch mit „Kunstschätze und Baudenkmäler am Rhein“ seinem üblichen Themenkreis, so war die Sammlung seiner „Tscherkessen-Lieder“, die den Unabhängigkeitskampf der Tscherkessen gegen das Zarenreich thematisierten, recht ungewöhnlich.
In der ersten Jahreshälfte 1841 siedelte die Familie nach Köln über. Von 1842 bis Ende 1844 arbeitete Püttmann bei der Kölnischen Zeitung als Redakteur des Feuilleton.
In diesen Jahren trat er als Herausgeber diverser Zeitschriften des Frühsozialismus hervor. Die Emigration in die Schweiz sollte 1845 nur ein dreijähriges Intermezzo bleiben. Aus Zürich wies man ihn zwischenzeitlich nach Kreuzlingen aus. Nach seiner Rückkehr war er bis zum April 1850 Herausgeber der ersten Arbeiterzeitung im Wuppertal: „Der Volksmann“. Nach mehrfachen Untersuchungen der Elberfelder Polizei-Direktion Elberfeld musste die Zeitung ihre Arbeit einstellen.
Um ihm aus der Arbeitslosigkeit zu helfen, setzten ihn die ebenso kunstinteressierten Honoratioren Elberfelds 1851/52 zum hauptamtlichen Geschäftsführer der Permanenten Elberfeld-Barmer Kunstausstellung ein. Da dem Ausstattungscomitée in der Zwischenzeit die offenkundige Einschätzung Püttmanns als „entschiedener Anhänger der Umsturzpartei“ doch zu diffizil geworden war, entließ man Püttmann im Sommer 1853.
Hermann Püttmann bekam im Juni 1853 einen Reisepass nach England ausgestellt, wohin er mitsamt seiner Familie auswanderte. Dort arbeitete er als Assistenz-Bibliothekar für Prinz Albert im Buckingham Palace. Dennoch blieb er in großen finanziellen Schwierigkeiten, aus denen ihm auch Gottfried Kinkel nicht heraushelfen konnte.
1854 beschloss die Großfamilie die Auswanderung nach Australien, wo er in Melbourne als erfolgreicher Begründer der dortigen deutschsprachigen Presse bis heute gilt, was auch durch seinen Sohn Hermann W. Püttmann im Andenken gefördert wurde.
Püttmann starb 20 Jahre später am Heiligabend 1874 in Richmond, Australien.

## Schriften (Auswahl)
- Die Düsseldorfer Malerschule und ihre Leistungen seit der Errichtung des Kunstvereins im Jahre 1829. Ein Beitrag zur modernen Kunstgeschichte. Otto Wigand, Leipzig 1839; urn:nbn:de:hbz:061:1-73876.
- Chatterton, Barmen 1840.
- Tscherkessen-Lieder. Hoffmann & Campe, Hamburg 1841; Digitalisat in der Google-Buchsuche.
- Dithmarschen-Lieder. 1842.
- Kunstschätze und Baudenkmäler am Rhein. Mainz 1843.
- Nordische Elfenmärchen und Lieder. Friedrich Fleischer, Leipzig 1844; Digitalisat in der Google-Buchsuche.
- Deutsches Bürgerbuch für 1845. C. W. Leske, Darmstadt 1844; archive.org.
- Deutsches Bürgerbuch für 1846. C. W. Leske, Darmstadt 1845.
- Ludwig Gall, aus: Deutsches Bürgerbuch für 1846 (Mannheim, 1846), in: Fritz Brügel, Benedikt Kautsky (Hrsg.): Der deutsche Sozialismus von Ludwig Gall bis Karl Marx. Hess & Co., Wien 1931, S. 21–30.
- Rheinische Jahrbücher zur gesellschaftlichen Reform. Erster Band. C. W. Leske, Darmstadt 1845; Digitalisat in der Google-Buchsuche.
- Rheinische Jahrbücher zur gesellschaftlichen Reform. Zweiter Band. Belle Vue bei Constanz 1846; urn:nbn:de:bvb:12-bsb10769468-0.
- Gedichte. Bellevue bei Constanz 1845.
- Rheinische Jahrbücher zur gesellschaftlichen Reform. Zweiter Band. Verlagsbuchhandlung, Belle-Vue bei Constanz 1846; Digitalisat in der Google-Buchsuche.
- Gedichte. Erste Gesamtausgabe, Herisau 1846; Digitalisat in der Google-Buchsuche.
- Album. Albrecht Reiche, Borna 1847 Digitalisat in der Google-Buchsuche.
- Sozialistisches Liederbuch. Zweite Auflage. J. C. J. Raabé & Cie, Kassel 1851; Digitalisat in der Google-Buchsuche.